# Wrong Turn 6: Last Resort
Wrong turn 6: Last Resort (en España; Camino Sangriento 6: Desvío al Infierno y Camino hacia el Terror 6: La Herencia en Hispanoamérica) es una película de terror estadounidense estrenada el 21 de octubre de 2014. Está dirigida por el director Valeri Milev y cuenta con Sadie Katz, Aqueela Zoll, Anthony Ilott y Danko Jordanov en el reparto. Es la sexta película de la saga Wrong Turn.
El tráiler salió a la luz el 6 de septiembre con una duración de 35 segundos. La película fue filtrada a internet y a pesar de este hecho fue número 1 en varios países en su género[cita requerida]. Se trata de la tercera precuela de la saga, transcurriendo unos meses antes de Wrong Turn.

## Sinopsis
Daria y Nick están en sus bicicletas en Hobb Springs. Después de bañarse en un pequeño pozo de agua, comienzan a tener relaciones sexuales. Luego montan sus bicicletas de nuevo hasta que Nick se cae y descubre que un desconocido le ha disparado con un arco y flecha. El agresor, Tres Dedos, mata a Nick con una flecha a través de la cara. Daria intenta huir, monta su bicicleta y queda en una tira de alambre de púas. Tres Dedos la asesina decapitándola con un machete, dando inicio a la película.
Danny y su novia Toni, Bryan y su novia Jillian, Vic, Rod y Charlie van al Hobb Springs Resort, donde se encuentran a los cuidadores Sally y Jackson. La siguiente escena muestra a Agnes, una turista que es atacada posiblemente por Dientes de Sierra o El Tuerto, lanzándole un hacha en frente de su cuerpo. Jackson, entonces, le rompe el cuello, matándola y comienzan a charlar para que dejen en paz a sus amigos.
Charlie, Vic, y Rod nadan en el exterior mientras Toni toma un baño, Jackson toma a Danny y le enseña a cazar en el bosque. Danny le dispara a un ciervo con una flecha y luego le corta el cuello, mientras un sheriff es asesinado por Tres Dedos. Cuando se viste Toni, ella ve a Jackson limpiando la sangre de la pared, y ordena a Vic ir a buscar a Danny. Vic ve a Dientes de Sierra devorando al ciervo, huye y cae en una trampa con Danny. Vic se escapa de la trampa y busca ayuda para Danny. Jackson y Vic llevan a Danny de vuelta a Hobbs Springs, donde Sally empieza a curar las heridas de Danny y comienza a desvestirlo seductoramente. Cuando Toni entra, Sally se va y los dos tienen sexo.
Vic, Rod, y Charlie interrumpen a Bryan y Jillian, que estaban teniendo sexo en la piscina y empiezan a divertirse. Éstos empiezan a robar tesoros en la casa y entran a al sótano, donde tienen relaciones sexuales, mientras que los caníbales los atacan. Jillian es asesinada, pero Sally les impide matar a Bryan. Sally se aprovecha de Bryan y tiene sexo con él, pero Jackson los interrumpe. Cuando sale, Sally mata a Bryan asfixiándolo con una almohada. Luego, Jackson y Sally introducen a Danny a su familia perdida, aunque Danny no cree que esté relacionado, entonces lo drogan y Sally tiene sexo con él. Vic se esconde en los arbustos y escucha la conversación. Dientes de Sierra lo captura y Tres Dedos corta su garganta para luego ser devorado por la familia caníbal.
Por la mañana, Toni, Rod, y Charlie oyen un golpe en su puerta. Cuando entra, Danny les dice que se vayan, aunque él se alojaba. Al salir, se esconden cuando se enteran de que Jackson está cocinando a sus amigos. Cuando ven a la cabeza de Jillian en el congelador, gritan y huyen, solo para correr en los pasillos. Toni y Rod escapan, pero Charlie es capturado y lo matan. Toni insiste en que ella y Rod vuelvan a ayudar a Danny, pero Rod le dice que ellos pueden enviar ayuda posterior. Toni agarra un rifle y vuelve por Danny. En la localidad, Toni se enfrenta a Sally, a quien intenta matar. Rod es capturado en una trampa para osos y es asesinado por Tres Dedos de un machetazo.
Como Sally y Toni pelean, Toni quema la cara de Sally con agua hirviendo y luego le dispara con el rifle en una de sus piernas. Danny entra y le pregunta por qué está tratando de matar a su familia. Después Jackson intenta matar a Toni, pero Danny la deja ir; Jackson dice que sabe demasiado y la persigue, pero Toni apuñala y mata a Jackson con las llaves de la puerta. Danny se despide de Toni y Tres Dedos la mata. Más tarde, Danny se muestra como un cuidador en el complejo. En la última escena, Danny lleva a Sally en una silla de ruedas al sótano ya que tiene una pierna amputada, y luego tienen sexo mientras los caníbales los observan.

## Elenco
- Anthony Ilott es Danny.
- Aqueela Zoll es Toni.
- Sadie Katz es Sally.
- Chris Jarvis es Jackson.
- Billy Ashworth es Rod.
- Harry Belcher es Charlie.
- Luke Couisins es Vic.
- Joe Gaminara es Bryan.
- Roxanne Pallett es Jillian.
- Radoslav Parvanov es Tres Dedos.
- Danko Jordanov es Dientes de Sierra.
- Asen Asenov es Tuerto.

- Datos: Q15975899